# Сікора Віталій Зіновійович
Віта́лій Зіно́війович Сіко́ра (нар. 3 квітня 1945, Одеса) — український учений, педагог, доктор медичних наук, професор кафедри морфології Медичного інституту Сумського державного університету, Заслужений професор Сумського державного університету, Заслужений працівник освіти України.

## Біографія
Народився в Одесі в родині лікарів. Батько, Зіновій Григорович, був хірургом, а мати, Олена Михайлівна — лікарем-фізіотерапевтом. 1948 року сім'я переїхала до Станіслава. Після закінчення середньої школи № 3 1961 року вступив до Станіславського державного медичного інституту (нині Івано-Франківський національний медичний університет).
1964 року працював на посаді медичної сестри Івано-Франківської обласної клінічної лікарні. З 1964 до 1967 року проходив військову службу на кораблях Чорноморського флоту. Після закінчення служби продовжив навчання в Івано-Франківському національному медичному університеті та працював на посаді медичної сестри в обласній психоневрологічній лікарні № 1, а 1969 року був зарахований на посаду медбрата міської лікарні № 1 Ростова-на-Дону.
З 1970 до 1971 року навчався в Ростовському державному медичному університеті. Отримавши диплом, два роки працював лікарем-хірургом в Мартинівській центральній районній лікарні Ростовської області. 1973 року отримав посаду асистента кафедри анатомії людини Тернопільського медичного інституту, а 1989 року став старшим викладачем цієї кафедри.
1994 року після переїзду до Сум працював спочатку професором, а в березні цього року очолив кафедру нормальної анатомії, гістології, цитології та ембріології, топографічної анатомії та оперативної хірургії Медичного інституту Сумського державного університету (зараз – кафедра морфології Навчально-наукового медичного інституту СумДУ). З 2016 року працює на посаді професора цієї ж кафедри. З 2009 року – директор «Центру морфологічних досліджень» Медичного інституту СумДУ.
Має велику родину: дружину, двох синів: Володимира (нар. 1969), який працює лікарем-урологом у Центральній міській клінічній лікарні Сум, та Дмитра (нар. 1977), який працює лікарем-психіатром у Сан-Дієго, США; трьох онуків: Владислава (нар. 1991), який є лікарем, Яну (нар. 2004) й Анастасію (нар. 2013); та правнучку Єлизавету (нар. 2018).

## Наукова діяльність
Професор Сікора є вченим-морфологом. Основний напрямок його досліджень: морфологія кісткової тканини, за дії різноманітних екологічних та внутрішньо-середовищних чинників і за умов репаративного остеогенезу.
Науковою діяльністю почав займатися, працюючи на кафедрі анатомії Тернопільського національного медичного університету ім. І. Я. Горбачевського. Працював разом зі вченими Б. Й. Коганом, Я. І. Федонюком, В. С. Пикалюком. Під керівництвом В. Г. Ковешнікова, провідного вченого у галузі вивчення кісткової системи, вони заснували остеологічну морфологічну школу, учні якої відомі як в Україні, так і за кордоном.
Результати наукових досліджень цього періоду Віталій Зіновійович узагальнив у кандидатській дисертації «Ріст та формоутворення довгих трубчастих кісток під впливом антибіотиків тетрациклінового ряду». Після її захисту 1981 року продовжив наукові дослідження в галузі остеології за напрямком «Ріст та формоутворення кісткової системи під впливом екстремальних чинників». 1992 року захистив докторську дисертацію «Структурно-метаболічні зміни кісткової системи при дегідратаційних порушеннях водно-сольового обміну» та був обраний на посаду професора кафедри анатомії людини.
Працюючи на кафедрі нормальної анатомії, гістології, цитології, ембріології, оперативної хірургії та топографічної анатомії Медичного інституту Сумського державного університету, Віталій Зіновійович розширив свою наукову діяльність. Під його керівництвом на кафедрі були створені наукові лабораторії: гістологічна, лабораторія електронної мікроскопії та лабораторія атомно-абсорбційного аналізу. Була розпочата робота з напрямку «Морфофункціональний стан внутрішніх органів під впливом несприятливих факторів Сумщини», зокрема дослідження змін кісткової системи та внутрішніх органів під впливом комбінованої дії на організм солей важких металів і малих доз іонізувального випромінювання.
2009 року очолив центр колективного користування обладнанням морфологічних досліджень «Центр морфологічних досліджень», який був створений на базі кафедри анатомії. Завдяки роботі центру було захищено багато дисертацій, опубліковано сотні робіт, отримано призові місця на всеукраїнських предметних олімпіадах з нормальної анатомії та студентських конкурсах наукових робіт.
Професор Сікора створив та очолив Сумський осередок Всеукраїнського наукового товариства анатомів, гістологів, ембріологів та топографоанатомів (АГЕТ). Результати проведених товариством досліджень застосовуються в науковій діяльності морфологічних та клінічних кафедр провідних медичних вузів України.
Під керівництвом професора Сікори було захищено 4 докторських та 18 кандидатських дисертацій. Нині є керівником спеціалізованої вченої ради Сумського державного університету з захисту кандидатських і докторських дисертацій.
Раніше був членом спеціалізованих вчених рад Кримського та Луганського медичних університетів та входив до редколегій наукових фахових журналів України «Український медичний альманах», «Морфологія», «Вісник морфології».

## Викладацька діяльність
Віталій Зіновійович є талановитим педагогом. Учні його морфологічної школи є керівниками наукових лабораторій, професорами та практикуючими лікарями. Багато його учнів працюють викладачами в Медичному інституті Сумського державного університету.
Був головою експертної комісії України з рецензування ліцензійного іспиту «КРОК-1» з анатомії людини.

## Праці
Є автором понад 300 наукових робіт з остеології, медичної екології, проблем водно-сольового обміну. Друкувався в журналах «Український медичний альманах», «Морфологія», «Вісник морфології», «Вестник Академии Наук СССР».
Є співавтором 1 монографії, 3 підручників, 10 навчальних посібників та багатьох методичних розробок з анатомії людини.
У здобутку Віталія Зіновійовича 4 винаходи, підтверджені патентами України.

### Вибрані праці
- Анатомія голови: навч. посіб. / В. З. Сікора, О. О. Устянський, В. Ю. Ільїн та ін. — Суми: СумДУ, 2007. — 237 с. + Гриф МОН. — ISBN 978-966-657-116-1.
- Анатомія грудної клітки: навч. посіб. / В. Г. Ковешніков, В. З. Сікора, В. С. Пикалюк та ін. — Суми: СумДУ, 2011. — 146 с. + Гриф МОН. — ISBN 978-966-657-401-8.
- Анатомія кінцівок: навч. посіб. / В. Г. Ковешніков, В. З. Сікора, В. С. Пикалюк та ін. — Суми: СумДУ, 2014. — 245 с. + Гриф МОН. — ISBN 978-966-657-518-3.
- Анатомія людини: підручник: в 3-х т. Т. 1 / І. І. Бобрик, В. Г. Ковешніков, В. З. Сікора, В. І. Лузін, О. Ю. Роменський; ред. В. Г. Ковешніков. — Луганськ: Шико; Віртуальна реальність, 2005. — 328 с. + Гриф МОЗ. — (Навчальна література. Для студентів вищих медичних навчальних закладів). — ISBN 966-8526-26-0.
- Анатомія людини: підручник: в 3-х т. Т. 2 / М. А. Волошин, В. Г. Ковешніков, Ю. П. Костиленко та ін.; під ред. В. Г. Ковешнікова. — Луганськ: Віртуальна реальність, 2007. — 260 с. + Гриф МОЗ. — (Навчальна література. Для студентів вищих медичних навчальних закладів). — ISBN 978-966-492-005-3.
- Анатомія людини: підручник: в 3-х т. Т. 3 / В. Г. Ковешніков, І. І. Бобрик, А. С. Головацький та ін.; під ред. В. Г. Ковешнікова. — Луганск: Шико; Віртуальна реальність, 2008. — 400 с. + Гриф МОЗ. — (Навчальна література для студентів вищих медичних навчальних закладів). — ISBN 978-966-492-044-2.
- Анатомія людини з клінічним аспектом (стислий підручник) / Я. І. Федонюк, В. Г. Ковешніков, В. С. Пикалюк та ін.; за ред.: Я. І. Федонюка, В. С. Пикалюка. — Тернопіль: Навчальна книга — Богдан, 2011. — 920 с. + Гриф МОЗ.  — ISBN 978-966-10-0343-8.
- Анатомія людини (у запитаннях та відповідях): навч. посіб. / В. І. Бумейстер, В. З. Сікора, О. О. Устянський та ін.; за заг. ред. В. З. Сікори. — Суми: СумДУ, 2018. — 303 с. — ISBN 978-966-657-731-6.
- Анатомія шиї: навч. посіб. / В. З. Сікора, О. О. Устянський, В. Ю. Ільїн та ін.; за ред. В. З. Сікори. — Суми: СумДУ, 2007. — 118 с.
- Макро- та мікроелементи (обмін, патологія та методи визначення): монографія / М. В. Погорєлов, В. І. Бумейстер, Г. Ф. Ткач та ін. — Суми: СумДУ, 2010. — 146 с. — ISBN 978-966-657-328-8.
- Навчальний посібник до практичних занять з анатомії людини (для студентів стоматологічного факультету) / В. З. Сікора, О. О. Устянський, В. І. Бумейстер та ін. — Електронне видання каф. анатомії людини. — Суми: СумДУ, 2015. — 312 с.
- Нервова система. Органи чуття: навч. посіб. / В. Г. Ковешніков, В. З. Сікора, В. С. Пикалюк та ін.; за заг. ред. В. З. Сікори. — Суми: СумДУ, 2010. — 110 с. + Гриф МОН. — ISBN 978-966-657-218-2.
- Ротова порожнина: навч. посіб. до практичних занять з анатомії людини для студ. стоматологічного та мед. фак-тів ВНЗ ІІІ-IV рівнів акредитації. Модуль 2: Спланхнологія / В. С. Пикалюк, В. З. Сікора, О. О. Устянський та ін. — Сімферополь: Кримський держ. мед. ун-т ім. С. І. Георгієвського; СумДУ, 2014. — 66 с.
- Самостійна робота студента з анатомії людини: навч. посіб. / В. І. Бумейстер, В. З. Сікора, О. О. Устянський та ін.; за заг. ред. В. І. Бумейстер. — Суми: СумДУ, 2018. — 182 с.
- Тестові питання з курсу «Анатомія людини»: для студ. 1-2-го курсів спец. 07.110101 денної форми навчання / В. З. Сікора, О. О. Устянський, І. В. Болотна та ін. — Суми: СумДУ, 1999. — 69 с.
- Human Anatomy: in three volumes. Vol. 1 / I. I. Bobryk, V. G. Koveshnikov, V. Z. Sykora, O. Yu. Romensky; Edited by V. G. Koveshnikov. — Lugansk: LTD «Virtualnaya realnost», 2006. — 328 p. + Гриф МОЗ. — (Educational literature. For the students of higher medical educational establishments).  — ISBN 966-8526-54-6.
- Human anatomy: In three volumes. Vol. 2 / M. A. Voloshin, V. G. Koveshnikov, V. Z. Sykora etc.; ed. V. G. Koveshnikov. — Lugansk: LTD «Virtualnaya realnost», 2008. — 248 p. + Гриф МОЗ. — ISBN 978-966-492-009-1.
- Human anatomy: In three volumes. Vol. 3 / V. G. Koveshnikov, I. I. Bobryk, V. Z. Sykora etc; ed. V. G. Koveshnikov. — Lugansk: Virtualnaya realnost, 2009. — 384 p. + Гриф МОЗ.  — ISBN 978-966-492-074-9.
- Анатомія людини : підручник: в 3-х т. Т. 1 / В. Г. Ковешніков, І. І. Бобрик, В. І. Лузін та ін. ; за ред. В. Г. Ковешнікова. — 2-ге вид., випр. і доп. — Львів : Магнолія 2006, 2021. — 324 с.  — ISBN 978-617-574-217-4.
- Анатомія людини : підручник: в 3-х т. Т. 2 / В. Г. Ковешніков, І. І. Бобрик, М. А. Волошин та ін. ; за ред. В. Г. Ковешнікова. — 2-ге вид., випр. і доп. — Львів : Магнолія 2006, 2021. — 216 с.  — ISBN 978-617-574-217-4.
- Анатомія людини : підручник: в 3-х т. Т. 3 / В. Г. Ковешніков, І. І. Бобрик, Л. С. Головацький та ін. ; за ред. В. Г. Ковешнікова. — 2-ге вид., випр. і доп. — Львів : Магнолія 2006, 2021. — 360 с.  — ISBN 978-617-574-217-4.
- Human Anatomy : textbook іn three volumes. V.1 / V. H. Koveshnikov, I. I. Bobryk, V. Z. Sykora etc.; edited by V. H. Koveshnikov. — 2nd ed., corr. and suppl. — Lviv : Magnolia 2006, 2021. — 328 p.  — ISBN 978-617-574-202-0.
- Human Anatomy : textbook іn three volumes. V.2 / V. H. Koveshnikov, I. I. Bobryk, V. Z. Sykora etc.; edited by V. H. Koveshnikov. — 2nd ed., corr. and suppl. — Lviv : Magnolia 2006, 2021. — 212 p.  — ISBN 978-617-574-202-0.
- Human Anatomy : textbook іn three volumes. V.3 / H. Koveshnikov, I. I. Bobryk, V. Z. Sykora etc.; edited by V. H. Koveshnikov. — 2nd ed., corr. and suppl. — Lviv : Magnolia 2006, 2021. — 356 p.  — ISBN 978-617-574-202-0.

## Нагороди
Віталій Зіновійович був тричі нагороджений грамотою Міністерства освіти і науки України, грамотами Сумської обласної та міської державних адміністрацій та керівництва Сумського державного університету.
- 2001 рік — почесний знак «Відмінник освіти України».
- 2006 рік — знак Петра Могили.
- 2019 рік — почесна золота медаль В. Беца від Всеукраїнського товариства АГЕТ[10].
- 2020 рік — за вагомий внесок у розвиток науки та зміцнення науково-технічного потенціалу України, високий професіоналізм та багаторічну сумлінну працю Віталію Зіновійовичу присвоєно звання «Заслужений працівник освіти України»[4].
- 2023 рік — призначено державну стипендію згідно з Указом Президента України № 844/2023 [11].